# Territorialisering
Territorialisering (Duits: Territorialisierung) is het proces waarin politieke macht verbonden wordt met specifieke gebieden. Via dit proces wisten middeleeuwse vorsten verschillende heerlijke rechten over personen om te zetten in een uniforme heerschappij over een begrensd gebied. Het begrip territorialisering wordt vooral gebruikt om het ontstaan en de opbouw van landsheerlijkheden en territoriale vorstendommen in het Heilige Roomse Rijk te verklaren. 
Het begrip territorialisering is vergelijkbaar met staatsvorming: in beide gevallen gaat het om het ontstaan van een monopolie op het soevereine en legitieme gezag over een vastomlijnd gebied, dat ondersteund wordt door een rechterlijke, militaire en bestuurlijke organisatie. In tegenstelling tot West-Europese monarchieën, zoals Frankrijk, waar een centraal gezag ontstond, vond dit proces in het Heilige Roomse Rijk plaats op het niveau van de territoriale vorstendommen. Deze ontwikkeling was alleen mogelijk omdat het Rijk de vorstendommen beschermde en hun bestaan legitimeerde. Tegelijkertijd werden de vorstendommen als gevolg van de territorialisering steeds minder afhankelijk van de beschermende structuur van het Rijk.